# دومينيك رولان
دومينيك رولان ولدت في 22 مايو 1913 ببروكسل في بلجيكا وتوفت في 15 مايو 2012 بباريس في فرنسا. وهي كاتبة بلجيكية وعضوة في الأكاديمية الملكية للغة الفرنسية ببلجيكا. حصلت على جائزة فيمينا الأدبية عام 1952.

## روابط خارجية
- دومينيك رولان على موقع الموسوعة البريطانية (الإنجليزية)